# Steigerlied
Das Steigerlied (auch Steigermarsch oder Glück auf, der Steiger kommt) ist ein deutsches Bergmanns- und Volkslied, welches ursprünglich aus dem sächsischen Erzgebirge stammt und mittlerweile auch in anderen Regionen Deutschlands verbreitet ist. Seit 2020 steht es im Inventar des immateriellen Kulturerbes von Nordrhein-Westfalen, seit 2023 auch im Bundesweiten Verzeichnis des immateriellen Kulturerbes.

## Geschichte

### Entstehung
Die Ursprünge des Steigerliedes reichen bis in das 16. Jahrhundert zurück. Die dritte und die vierte Strophe erschienen in ähnlicher Form bereits als elfte und zwölfte Strophe in dem Lied Es soll ein Meidlein frü auf stan, das in dem 1531 in Zwickau erschienenen Liederbuch Bergreihen I enthalten war. Der erste Beleg für das Steigerlied als solches findet sich in der Beschreibung einer Festveranstaltung, die 1678 in Schneeberg zu Ehren des sächsischen Kurfürsten Johann Georg II. abgehalten wurde. Diesem Bericht zufolge ließ „der Berg-Chor / bestehende aus dem Directore / 14 Adjuvanten / als 10 Bergleuten und 4 Schul-Knaben / samt 3 Cyther-Schlägern seine Berg-Reyhen erschallen und mit voller Stimme zu erst hören: Wach auff! wach auff! der Steiger kömmt“. Als eigenständiges Werk wurde der Marsch mit der ursprünglichen Zeile „Wache auff, der Steyer kömmt“ zuerst in dem um 1700 im sächsischen Freiberg veröffentlichten Bergliederbüchlein abgedruckt.
Thema des Steigerliedes ist die Hoffnung der Bergleute, nach der harten und gefährlichen Arbeit im Bergwerk wieder ans Tageslicht und zu ihren Familien zurückzukehren. Andere Quellen sprechen davon, dass der Refrain „Glückauf!“ das Glück beschwört, der Berg möge sich auftun und den Abbau von Bodenschätzen ermöglichen. Während die ersten vier Strophen die Gemeinsamkeit haben, dass das Ende der vorangehenden Strophe in der ersten Textzeile der Folgestrophe aufgegriffen wird, fehlt diese Kontinuität in der fünften und sechsten Strophe. Es ist anzunehmen, dass diese Strophen zu einem späteren Zeitpunkt hinzugedichtet wurden. Details des Liedtextes weichen je nach Gebiet ab.

### Moderne Nutzung
Das Lied ist heute in nahezu allen Bergbauregionen Deutschlands anzutreffen und hat für Bergleute und Personen, die sich dem Bergbau verbunden fühlen, den Charakter einer Hymne. Es wird in der Regel stehend gesungen. Es ist fester Bestandteil von Bergparaden im Erzgebirge, im Harz, im Ruhrgebiet und im Saarland. Auch in einigen Regionen Österreichs, etwa an der Steirischen Eisenstraße, wird das Lied gesungen. Es wird außerdem bei Sportveranstaltungen, unter anderem bei Heimspielen des VfL Bochum, des FC Schalke 04, des FC Erzgebirge Aue, des 1. FC Saarbrücken sowie von Rot-Weiss Essen und BSG Wismut Gera gespielt und gehört zum Standard-Repertoire von Studentenverbindungen. Außerdem wird es auf Parteitagen der SPD gespielt und gesungen.
Das Steigerlied gilt als die „heimliche Nationalhymne“ des Saarlandes. Nachdem das Saarland 1920 für 15 Jahre als Saargebiet vom Deutschen Reich abgetrennt und unter die Verwaltung des Völkerbundes gestellt wurde, verfasste der Lehrer Hanns Maria Lux den Text „Deutsch ist die Saar“ auf die traditionelle Melodie. Besonders in der Phase vor der Volksabstimmung über den Wiedereintritt ins Deutsche Reich am 13. Januar 1935 erlangte diese Variante weite Verbreitung. Nach dem Krieg verwendete Radio Saarbrücken (der spätere Saarländische Rundfunk) bis in die 1980er Jahre vier Takte des Steigerliedes (analog zur Textzeile „und er hat sein helles Licht bei der Nacht …“), auf einem Horn (SR 1 und SR 3) oder Holzbläsern (SR 2) gespielt, als Senderkennung (Jingle bzw. Pausenzeichen).
Bei Studentenverbindungen, aber auch bei städtischen Veranstaltungen, wird gemäß einer in Clausthal-Zellerfeld entstandenen und heute weit verbreiteten Tradition das Steigerlied nach dem so genannten Mitternachtsschrei gesungen. Im Anschluss an das Steigerlied folgen die Fakultätsstrophen, das heißt die auf die anwesenden Vertreter einzelner Berufsgruppen („Fakultäten“) bezogenen Strophen, in der Reihenfolge Bergleute, Hüttenleute, andere Berufsgruppen.
Die eingängige Melodie des Steigerliedes wurde mehrfach für andere Lieder übernommen, so geschehen bei dem Trinklied Die Kreuzritter seins kreuzbrave Leut’ oder Geburtstag ist heute. 1997 schrieb der Liedermacher Gerhard Gundermann mit Michael Nass ein Lied (Wer hat ein helles Licht bei der Nacht), das auf dem Steigerlied basiert und dieses zum Teil auch zitiert. Außerdem singt Herbert Grönemeyer bei Konzertauftritten Teile des Steigerliedes als Einleitung zu seinem Lied Bochum.

## Melodie und Text
| Freiberger Variante | Clausthaler Variante |
| --- | --- |
| Hat’s angezünd’t, das gibt ein’ Schein, \|: und damit so fahren wir bei der Nacht :\| \|: ins Bergwerk ein :\| Ins Bergwerk ein, wo die Bergleut sein, \|: die da graben das Silber und das Gold bei der Nacht :\| \|: aus Felsgestein :\| Aus Felsgestein graben sie das Gold, \|: und dem schwarzbraunen Mägdelein, bei der Nacht :\| \|: dem sein sie hold :\| Und kehr ich heim zu dem Mägdelein, \|: dann erschallt des Bergmanns Gruß bei der Nacht :\| \|: Glückauf, Glückauf! :\| | Schon angezünd’t! Das gibt ein’n Schein, \|: und damit so fahren wir bei der Nacht, :\| \|: ins Bergwerk ein :\| Ins Bergwerk ein, wo die Bergleut’ sein, \|: die da graben das Silber und das Gold bei der Nacht, :\| \|: aus Felsgestein :\| Der Eine gräbt das Silber, der and’re gräbt das Gold, \|: doch dem schwarzbraunen Mägdelein, bei der Nacht, :\| \|: dem sein wir hold :\| Ade, nun ade! Herzliebste mein! \|: Und da drunten in dem tiefen finst’ren Schacht, bei der Nacht, :\| \|: da denk’ ich dein :\| Und kehr ich heim, zur Liebsten mein, \|: dann erschallet des Bergmanns Gruß bei der Nacht, :\| \|: Glück auf, Glück auf! :\| |

Eine weitere sogenannte Fakultätsstrophe lautet:
Wir Bergleut sein’s kreuzbrave Leut,

|: denn wir tragen das Leder vor dem Arsch bei der Nacht :|

|: und saufen Schnaps :|
Wenn die vorherigen Strophen sitzend gesungen werden, stehen die anwesenden Bergleute bei der oben stehenden Strophe meistens auf. Zudem wird auf größeren Veranstaltungen nach Singen dieser Strophe angestoßen und ein alkoholisches Getränk getrunken.
Es kursieren eine Reihe weiterer ähnlich aufgebauter Strophen für verschiedenste Gruppen, wie zum Beispiel Hüttenleute, Chemiker, aber auch Hausfrauen. Diese Strophen enden auf „|: und saufen’s auch :|“.

## Immaterielles Kulturerbe
2019 stellte der Verein Ruhrkohle Musik e. V. aus Herten den Antrag, das Steigerlied in das bundesweite Verzeichnis des immateriellen Kulturerbes aufzunehmen. Dies führte zu einer Stellungnahme des Sächsischen Landesverbandes der Bergmanns-, Hütten- und Knappenvereine als Verband der Brauchtumswahrer des Landstriches mit der frühesten und über Jahrhunderte ursprünglichsten Überlieferung des Steigerliedes. Die auf eine tiefgreifende Betrachtung der Thematik ausgerichtete Diskussionsgrundlage wurde durch die Presse zu einem „Streit“ um den „richtigen“ Text ausgedeutet. Tatsächlich ging es aber vor allem darum, die Einbeziehung der Entstehungsregion zu erreichen und die Akteure der erzgebirgischen Bergbautradition mit den Antragstellern in Beziehung zu setzen. Aufgrund dieser Stellungnahme wurde der ursprüngliche Antrag unter Hinzuziehung eines Lenkungskreises aus Fachleuten eingehend überarbeitet und umfassend erweitert. Dem Antrag waren nun zusätzlich Stellungnahmen aller deutschen Landesverbände der Bergmanns-, Hütten- und Knappenvereine beigefügt. Damit wurde die Antragstellung für alle Kulturlandschaften betont, die durch das Berg- und Hüttenwesen geprägt wurden.
2023 wurde das Singen des Steigerlieds offiziell in das bundesweite Verzeichnis des immateriellen Kulturerbes aufgenommen. Bereits am 17. April 2020 war das Lied zudem in das Inventar des immateriellen Kulturerbes von Nordrhein-Westfalen aufgenommen worden.